# Torneo de Monterrey 2013
El Monterrey Open de 2013 fue un torneo de tenis femenino jugado en cancha duras al aire libre. Esta fue la 5 ª edición del Abierto de Monterrey, un torneo internacional. Se llevó a cabo en el Club de Tenis Sierra Madre en Monterrey, México, del 1 al 7 de abril.

## Cabezas de serie

### Individual
| Tenista                   | Ranking | Preclasificada |
| Angelique Kerber          | 6       | 1              |
| Marion Bartoli            | 11      | 2              |
| Maria Kirilenko           | 13      | 3              |
| Ana Ivanovic              | 17      | 4              |
| Anastasiya Pavliuchenkova | 25      | 5              |
| Yanina Wickmayer          | 31      | 6              |
| Urszula Radwańska         | 33      | 7              |
| Ayumi Morita              | 21      | 8              |

### Dobles
| Tenista                           | Ranking | Preclasificada |
| Tímea Babos Kimiko Date-Krumm     | 118     | 1              |
| Nina Bratchikova Vera Dushevina   | 118     | 2              |
| Eva Birnerová Tamarine Tanasugarn | 149     | 3              |
| Julia Glushko Laura Thorpe        | 229     | 4              |

## Campeonas

### Individuales femeninos
Anastasiya Pavliuchenkova venció a  Angelique Kerber por 4-6, 6-2, 6-4

### Dobles femenino
Timea Babos /  Kimiko Date-Krumm  vencieron a  Eva Birnerová /  Tamarine Tanasugarn por 6-1, 6-4